# Vermiliopsis ctenophora
Vermiliopsis ctenophora är en ringmaskart som först beskrevs av Moore och Bush 1904.  Vermiliopsis ctenophora ingår i släktet Vermiliopsis och familjen Serpulidae. Inga underarter finns listade i Catalogue of Life.